# Liste der Naturdenkmale in Kamp-Lintfort, Moers und Neukirchen-Vluyn
Die Liste der Naturdenkmale in Kamp-Lintfort, Moers und Neukirchen-Vluyn enthält die nach dem Landschaftsplan des Kreises Wesel geschützten Naturdenkmale in den Städten Kamp-Lintfort, Moers und Neukirchen-Vluyn mit dem Stand vom 22. August 2013.

## Liste der Naturdenkmale im Landschaftsplan
| Denkmal-Nummer | Ort / Lage | Bezeichnung des ND | Anzahl | Art                                                     | Eingetragen seit | Schutzgrund                                      | Beschreibung | Bild                          |
| -------------- | --- | ------------------ | ------ | ------------------------------------------------------- | ---------------- | ------------------------------------------------ | --- | ----------------------------- |
| ND 1           | Kamp-Lintfort-Saalhoff In der Leucht, westlich der Xantener Straße (L 491) an der Wegekreuzung von Renn- und Bierweg Karte               | Findling           | 1      | Granit                                                  |                  | Naturgeschichtliche Gründe, Seltenheit, Eigenart | ca. 110 cm langer, 180 cm breiter und 140 cm hoher schwedischer Granit mit einem Alter von mehr als 1 Mio. Jahren | Fotos hochladen               |
| ND 2           | Kamp-Lintfort-Saalhoff In der Leucht, östlich der Xantener Straße (L 491), westlich des Leichenweges und nördlich des Plaggenweges Karte | Einzelbaum         | 1      | Stieleiche (Quercus robur)                              |                  | Seltenheit, Schönheit                            | 22 m hohe Stieleiche, Stammumfang: 421 cm, Alter: ca. 260 Jahre | BW                            |
| ND 3           | Kamp-Lintfort-Saalhoff In der Leucht, östlich der Xantener Straße (L 491), östlich des Leichenweges, südlich des Sauren Veens Karte      | Einzelbaum         | 1      | Rotbuche (Fagus sylvatica)                              |                  | Seltenheit, Eigenart, Schönheit                  | 30 m hohe Rotbuche, Stammumfang: 528 cm, Alter: ca. 260 Jahre | BW                            |
| ND 4           | Kamp-Lintfort-Saalhoff In der Leucht, östlich der Xantener Straße (L 491), westlich des Leichenweges, südlich des Sauren Veens Karte     | Baumpaar           | 2      | Rotbuche (Fagus sylvatica)                              |                  | Seltenheit, Schönheit                            | Zwei 30 m hohe Rotbuchen, Stammumfang: 401 bzw. 430 cm, Alter: ca. 200 Jahre | BW                            |
| ND 5           | Kamp-Lintfort-Altfeld Am Hof Lehmkuhl, westlich der Altfelder Straße Karte                                                               | Findling           | 1      | Roter Sandstein                                         |                  | Naturgeschichtliche Gründe, Seltenheit, Eigenart | 90 cm langer, 80 cm breiter und 60 cm hoher Roten Sandstein mit einem Alter von mehr als 1 Mio. Jahren | BW                            |
| ND 6           | Moers-Kohlenhuck Am Impler Berg, östlich der Asdonkshofstraße Karte                                                                      | Einzelbaum         | 1      | Rotbuche (Fagus sylvatica)                              |                  | Seltenheit, Schönheit                            | 28 m hohe Rotbuche, Stammumfang: 407 cm, Alter: ca. 230 Jahren | BW                            |
| ND 7           | Kamp-Lintfort-Gestfeld Östlich des Eyller Berges an der Abzweigung Gestfeldstraße / Eyller-Berg-Straße Karte                             | Einzelbaum         | 1      | Mammutbaum (Sequoiadendron giganteum)                   |                  | Seltenheit, Eigenart, Schönheit                  | 30 m hoher Riesen-Mammuntbaum, Stammumfang: 433 cm, Alter: ca. 170 Jahre | BW                            |
| ND 8           | Neukirchen-Vluyn-Vluynbusch Südwestlich der Geldernschen Straße (L 474) Karte                                                            | Einzelbaum         | 1      | "König-Friedrich III.-Eiche" Stieleiche (Quercus robur) |                  | Landeskundliche Gründe                           | 23 m hohe Stieleiche, Stammumfang: 334 cm, Alter: ca. 215 Jahre Die Eiche wurde im Jahr 1797 gemeinsam mit der Königin-Luise-Eiche zur Erinnerung an die Krönung Friedrich-Wilhelms III. zum König von Preußen und zur Ehrung des Königspaares angepflanzt.  | BW                            |
| ND 9           | Neukirchen-Vluyn-Vluynbusch Südwestlich der Geldernschen Straße (L 474) Karte                                                            | Einzelbaum         | 1      | "Königin-Luise-Eiche" Stieleiche (Quercus robur)        |                  | Landeskundliche Gründe, Seltenheit, Eigenart     | 40 m hohe Stieleiche, Stammumfang: 444 cm, Alter: ca. 215 Jahre Die Eiche wurde im Jahr 1797 gemeinsam mit der Friedrich III.-Eiche zur Erinnerung an die Krönung Friedrich-Wilhelms III. zum König von Preußen und zur Ehrung des Königspaares angepflanzt. | BW                            |
| ND 10          | Neukirchen-Vluyn-Vluynbusch Westlich des Waldweges Karte                                                                                 | Einzelbaum         | 1      | Rotbuche (Fagus sylvatica)                              |                  | Seltenheit, Schönheit                            | 22 m hohe Rotbuche, Stammumfang: 436 cm, Alter: ca. 210 Jahre | BW                            |
| ND 11          | Neukirchen-Vluyn-Rayen Westlich des Bergweges auf dem Rayer Berg Karte                                                                   | Baumpaar           | 2      | Rotbuche (Fagus sylvatica)                              |                  | Seltenheit, Eigenart, Schönheit                  | Zwei 20 m hohe Rotbuchen, Stammumfang: 312 bzw. 415 cm, Alter: ca. 210 Jahre | BW                            |
| ND 12          | Neukirchen-Vluyn-Rayen Am Neenrathshof, westlich der Lintforter Straße(L 476) Karte                                                      | Einzelbaum         | 1      | Stieleiche (Quercus robur)                              |                  | Seltenheit, Schönheit                            | 28 m hohe Stieleiche, Stammumfang: 444 cm, Alter ca. 230 Jahre | BW                            |
| ND 13          | Neukirchen-Vluyn-Neukirchen In der Dong, am Forsterhof, nördlich des Anrathsweges Karte                                                  | Einzelbaum         | 1      | Sommerlinde (Tilia platyphyllos)                        |                  | Seltenheit, Schönheit                            | 26 m hohe Sommerlinde (Krimlinde), Stammumfang von 468 cm, Alter: ca. 240 Jahre | BW                            |
| ND 14          | Neukirchen-Vluyn-Neukirchen Am Vietenhof nördlich der Lindenstraße Karte                                                                 | Einzelbaum         | 1      | Stieleiche (Quercus robur)                              |                  | Seltenheit, Schönheit                            | 28 m hohe Stieleiche, Stammumfang: 401 cm, Alter: ca. 230 Jahre | BW                            |
| ND 15          | Neukirchen-Vluyn-Neukirchen Am östlichen Rand des Waldgebietes Klingerhuf, südlich der Niederrheinallee (L 140). Karte                   | Einzelbaum         | 1      | Rotbuche (Fagus sylvatica)                              |                  | Seltenheit, Eigenart, Schönheit                  | 30 m hohe Rotbuche, Stammumfang: 510 cm, Alter: ca. 290 Jahre | BW                            |
| ND 16          | Moers-Hülshorst Am Kleifeldshof nördlich des Hülshorstweges Karte                                                                        | Baumpaar           | 2      | Esskastanie (Castanea sativa)                           |                  | Seltenheit, Eigenart, Schönheit                  | Zwei 10 bzw. 18 m hohe Esskastanien, Stammumfang: 550 bzw. 473 cm, Alter: ca. 260 Jahre | mehr Fotos \| Fotos hochladen |
| ND 17          | Moers-Kapellen Am Boschmannshof südwestlich des Grotfeldweges Karte                                                                      | Einzelbaum         | 1      | Rosskastanie (Aesculus hippocastanum)                   |                  | Seltenheit, Schönheit                            | 28 m hohe Rosskastanie, Stammumfang: 403 cm, Alter: ca. 190 Jahre | mehr Fotos \| Fotos hochladen |
| ND 18          | Moers-Schwafheim Am nordwestlichen Rand eines Wäldchens nördlich des Niederfeldweges Karte                                               | Einzelbaum         | 1      | Rotbuche (Fagus sylvatica)                              |                  | Seltenheit, Schönheit                            | 24 m hohe Rotbuche, Stammumfang: 442 cm, Alter: ca. 230 Jahre | Fotos hochladen               |
| ND 19          | Moers-Holderberg Am Agnetenhof nordwestlich der Holderberger Straße Karte                                                                | Einzelbaum         | 1      | Esskastanie (Castanea sativa)                           |                  | Seltenheit, Eigenart, Schönheit                  | 16 m hohe Esskastanie, Stammumfang:550 cm, Alter: ca. 310 Jahre | BW                            |
| ND 20          | Neukirchen-Vluyn-Niep Nördlich des Hofes Kamps, westlich des Speemannsweges Karte                                                        | Einzelbaum         | 1      | Stieleiche (Quercus robur)                              |                  | Seltenheit, Eigenart, Schönheit                  | 26 m hohe Stieleiche, Stammumfang: 630 cm, Alter: ca. 360 Jahre | BW                            |
| ND 21          | Moers-Vennikel Am Boschheideweg, nördlich des Lauersforter Waldweges Karte                                                               | Einzelbaum         | 1      | Rotbuche (Fagus sylvatica)                              |                  | Seltenheit, Schönheit                            | 30 m hohe Rotbuche, Stammumfang: 470 cm, Alter: ca. 230 Jahre | mehr Fotos \| Fotos hochladen |
| ND 22          | Kamp-Lintfort-Hoerstgen Nähe des Noppicker Weges, westlich der Hoflage Anhamm Karte                                                      | Baumgruppe         | 3      | Stieleiche (Quercus robur)                              |                  | Seltenheit, Eigenart, Schönheit                  | Drei Stieleichen mit einer Höhe von 14 – 22 m, Stammumfang: 268 – 465 cm, Alter: ca. 200 Jahre | BW                            |